# Identità di Bézout
In matematica, in particolare nella teoria dei numeri, l'identità di Bézout (o lemma di Bézout o identità di Bachet-Bézout) afferma che se {\displaystyle a} e {\displaystyle b} sono interi (entrambi non nulli) e il loro massimo comun divisore è {\displaystyle d}, allora esistono due interi {\displaystyle x} e {\displaystyle y} tali che
{\displaystyle ax+by=d.}
Tali coppie di numeri {\displaystyle (x,y)} possono essere determinate utilizzando l'algoritmo esteso di Euclide, ma non sono univocamente determinate (nel senso che esistono infinite coppie di numeri che soddisfano l'identità).
Per esempio, consideriamo i numeri {\displaystyle 12} e {\displaystyle 42}: il massimo comune divisore è {\displaystyle 6}, e possiamo scrivere
{\displaystyle (-3)\cdot 12+1\cdot 42=6,}
ma anche
{\displaystyle 4\cdot 12+(-1)\cdot 42=6.}
In effetti, a partire da una soluzione {\displaystyle (x_{0},y_{0})}, si dimostra, attraverso il lemma di Euclide, che l'insieme delle soluzioni è costituito da elementi del tipo 
{\displaystyle a\left(x_{0}-k{\frac {b}{d}}\right)+b\left(y_{0}+k{\frac {a}{d}}\right)=d,\quad {\text{ per }}k\in \mathbb {Z} .}
L'identità di Bézout è equivalente all'asserzione che la congruenza lineare {\displaystyle ax\equiv d\mod b} (dove {\displaystyle d} è il massimo comun divisore di {\displaystyle a} e {\displaystyle b}) ammette una soluzione {\displaystyle x} modulo {\displaystyle b}.
L'identità è valida non solo nell'anello degli interi, ma più in generale in qualunque altro dominio ad ideali principali.
Detto esplicitamente, se {\displaystyle R} è un dominio ad ideali principali, {\displaystyle a} e {\displaystyle b} sono elementi di {\displaystyle R}, e {\displaystyle d} è un massimo comune divisore di {\displaystyle a} e {\displaystyle b}, allora esistono elementi {\displaystyle x} e {\displaystyle y} in {\displaystyle R} tali che {\displaystyle ax+by=d}. Inoltre i massimi comun divisori di {\displaystyle a} e {\displaystyle b} sono tutti e soli i generatori dell'ideale {\displaystyle (a,b)}.
L'identità di Bézout è così chiamata in onore del matematico francese Étienne Bézout (1730-1783). Ad essa viene anche associato il nome del matematico della Savoia Claude-Gaspard Bachet de Méziriac (1581-1638), autore della più famosa traduzione in latino dell'Aritmetica di Diofanto.

## Generalizzazioni

### Più numeri
Questa stessa proprietà vale per una quantità arbitraria di numeri: dati {\displaystyle n} numeri {\displaystyle (a_{1},a_{2},a_{3},\ldots ,a_{n})}, se {\displaystyle d} è il loro massimo comun divisore, esiste una {\displaystyle n}-upla {\displaystyle (x_{1},x_{2},\ldots ,x_{n})} tale che
{\displaystyle a_{1}x_{1}+a_{2}x_{2}+\cdots +a_{n}x_{n}=d.}

### Polinomi
L'identità di Bézout si applica anche ai polinomi a coefficienti in un campo. Infatti, se {\displaystyle K} è un campo, l'anello {\displaystyle K[x]} è un dominio euclideo, e quindi anche un dominio ad ideali principali. Ad esempio, questa proprietà vale in {\displaystyle \mathbb {Q} [x]} e in {\displaystyle \mathbb {R} [x]}.